# 清水敦
清水 敦（しみず あつし、1952年 - ）は、日本の経済学者で武蔵大学教授。2010年4月〜2014年3月まで武蔵大学学長を務めた。専攻は経済学史・経済理論。

## 略歴
- 1952年 東京生まれ
- 1982年 東京大学大学院経済学研究科博士課程修了
- 1986年 信州大学教養学部専任講師
- 1993年 武蔵大学経済学部助教授
- 1998年 武蔵大学経済学部教授
- 2007年〜2009年 武蔵大学経済学部長
- 2010年〜2014年 武蔵大学長

## 著書
- 『貨幣と経済－貨幣理論の形成と展開－』（昭和堂、1997年）
- 『経済学史』（共著、有斐閣、1996年）
- 『資本主義の原理』（共著、昭和堂、2000年）
- 『資本主義経済の機構と変動』（共著、御茶の水書房、2001年）
- 『金融システムの変容と危機』（共著、御茶の水書房、2004年）